# Amata pembertoni
Amata pembertoni är en fjärilsart som beskrevs av Rothschild 1910. Amata pembertoni ingår i släktet Amata och familjen björnspinnare. Inga underarter finns listade i Catalogue of Life.